# Косы (герб)
Косы (пол. Kosy) — польский дворянский герб.

## Описание
В красном поле две серебряные косы, положенные накрест остриями вниз. На шлеме пять страусовых перьев. См. Прус II.

## Герб используют
5 родов
Alejewicz, Alijewicz, Aljewicz, Kosacz, Szembek